# Горки (Волжское сельское поселение, Костромская область)
Горки — деревня в Нерехтском районе Костромской области. Входит в состав Волжского сельского поселения.

## География
Деревня находится в юго-западной части Костромской области, в подзоне южной тайги, на левом берегу реки Лондоги, на расстоянии приблизительно 30 километров (по прямой) к юго-востоку от города Нерехты, административного центра района. Абсолютная высота — 129 метров над уровнем моря.

### Климат
Климат характеризуется как умеренно континентальный, с продолжительной холодной многоснежной зимой и коротким сравнительно тёплым летом. Средняя температура воздуха самого холодного месяца (января) — −11,8 °C (абсолютный минимум — −46 °C); самого тёплого месяца (июля) — 17 °C (абсолютный максимум — 37 °С). Безморозный период длится около 125 дней. Продолжительность периода активной вегетации растений (выше 10 °C) составляет примерно 127 дней. Годовое количество атмосферных осадков — 491 мм, из которых большая часть выпадает в тёплый период. Снежный покров держится в течение 150 дней.

### Часовой пояс
Деревня Горки, как и вся Костромская область, находится в часовой зоне МСК (московское время). Смещение применяемого времени относительно UTC составляет +3:00.

## История
В 1872 году здесь было учтено 11 дворов, в 1907 году отмечено было также 11 дворов.

## Население
| 2008 | 2010 | 2014 |
| ---- | ---- | ---- |
| 4    | ↘0   | ↗4   |

Постоянное население составляло 58 человек (1872 год), 55 (1897), 59 (1907), 3 в 2002 году (русские 100 %), 1 в 2022.